# اختفاء مورا موراي
مورا موراي (مواليد 4 مايو 1982) هي امرأة أمريكية اختفت مساء 9 فبراير 2004، بعد حادث سيارة على الطريق 112 بالقرب من وودزفيل، نيوهامشير، وهي قرية في هافرهيل. ولا يزال مكان وجودها مجهولاً. كانت طالبة تمريض تبلغ من العمر 21 عامًا تكمل عامها الأول في جامعة ماساتشوستس أمهرست في وقت اختفائها.
بعد ظهر يوم الاثنين، 9 فبراير، قبل أن تغادر الحرم الجامعي، راسلت أساتذتها ومشرف العمل، وكتبت أنها كانت في إجازة لمدة أسبوع بسبب وفاة أحد أفراد العائلة؛ وفقا لعائلتها، لم تحدث وفاة. في الساعة 7:27 مساءً، أبلغت امرأة محلية عن حادث سيارة على زاوية حادة من الطريق 112 بجوار منزلها. وتوقف سائق سيارة مارة كان يعيش أيضا في مكان قريب من مكان الحادث، وسأل المرأة التي تقود السيارة عما إذا كانت بحاجة إلى مساعدة؛ ورفضت ذلك، مدعية أنها اتصلت بالمساعدة على جانب الطريق. وعند وصوله إلى المنزل بعد عدة دقائق، أبلغ سائق السيارة خدمات الطوارئ بالحادث. في الساعة 7:46 مساءً، وصلت قوات الأمن إلى مسرح الجريمة، لكن المرأة اختفت.
تعقبت الشرطة السيارة إلى موراي، وعاملتها في البداية كشخص مفقود على اعتقاد أنها قد ترغب في الاختفاء طواعية. وكانت هذه التكهنات تستند إلى استعداداتها للسفر (التي لم تكشف عنها أي شيء للأصدقاء أو العائلة) ولم يكن هناك دليل واضح على وقوع جريمة مدبرة. في عام 2009، تم تسليم قضية موراي إلى قسم القضايا الباردة في نيوهامشير، والسلطات تتعامل معها على أنها قضية «مشبوهة» للأشخاص المفقودين.
في السنوات التي تلت اختفاء موراي، ستحظى قضيتها باهتمام وسائل الإعلام في 20/20 واختفاء بلا أثر، وستحصل أيضًا على تكهنات كبيرة على لوحات الرسائل والمنتديات عبر الإنترنت، مع نظريات تتراوح بين الاختطاف والاختفاء الطوعي. في عام 2017، كانت القضية موضوع سلسلة وثائقية على شبكة أكسجين، والتي وصفت اختفاء موراي بأنه «أول لغز إجرامي في عصر وسائل الإعلام الاجتماعية»، بعد أيام من إطلاق الفيسبوك.

## وصلات خارجية
- Maura Murray, Cold Case Unit, New Hampshire Department of Justice
- قالب:Doe Network
- قالب:NamUs MP
- Repository of official police records pertaining to Murray's disappearance.